# 南岸镇
南岸镇，是中华人民共和国云南省昭通市绥江县下辖的一个乡镇级行政单位。

## 行政区划
南岸镇下辖以下地区：
南岸村、团结村、互助村和胜利村。

## 中国传统村落
2013年8月，南岸村被评为第二批中国传统村落。